# Ivondro
Ivondro  (fostul nume: Lavaraty) este un oraș și o comună din Madagascar. Acesta aparține districtului Midongy-Atsimo, care face parte din Regiunea Atsimo-Atsinanana. În această comună sunt înscriși 2054 de alegători.
Din această comună fac parte satele:
- Ampasy
- Analaiva, Ivondro
- Ankarindro
- Benonoka
- Lavaraty
- Mahazoarivo
- Makojano
- Sahatsoro